# Vefsn
Vefsn (deutsch: auch Wefsen) ist eine Kommune im norwegischen Fylke Nordland. Die Kommune hat 13.475 Einwohner (Stand: 1. Januar 2025). Verwaltungssitz ist die Stadt Mosjøen.

## Geografie
Die Kommune Vefsn liegt in der Landschaft Helgeland am inneren Abschnitt des Vefsnfjord. Sie grenzt im Süden an Grane, im Südosten an Hattfjelldal, im Südwesten an Brønnøy, im Westen an Vevelstad, im Nordwesten an Leirfjord sowie im Norden und Osten an Hemnes. Eine weitere Grenze verläuft im Vefnsfjord zwischen Vefsn und Alstahaug. Im Norden reicht die Kommune bis an das Elsfjord, einem Nebenarm des Ranfjords.
Im Süden der Gemeinde fließt die Eiteråga durch das Tal Eiterådalen, bevor sie an der Grenze zu Grane in die Vefsna mündet. Die Vefsna führt schließlich weiter in nördliche Richtung nach Mjosøen, wo sie in die Tortenvik, eine Bucht des Vefsnfjords, fließt. Der Fluss gilt als einer der besten Fangorte für Meerforellen in Norwegen. Parallel zur Vefsna verläuft die Europastraße 6 (E6) sowie eine Bahntrasse, die von Zügen der Nordlandsbanen genutzt wird.
Im Osten und Westen ist das Terrain bergig mit mehreren Bergen über 1000 moh. Die höchste Erhebung ist die Geittinden (samisch: Gaajssnjurhtjie) mit einer Höhe von 1556,4 moh. an der Grenze zu Hattfjelldal und Hemnes im Südosten. Zwischen den Erhebungen im östlichen und westlichen Bereich befindet sich ein Talzug, in deren südlichen Gebiet die Vefsna fließt. Im nördlicheren Bereich liegt unter anderem der See Fustvatnet.

## Einwohner
Die Stadt Mosjøen ist der einzige sogenannte Tettsted, also die einzige Ansiedlung, die für statistische Zwecke als eine städtische Siedlung gewertet wird. Zum 1. Januar 2024 lebten dort 10.059 Einwohner. Die restlichen Einwohner verteilen sich vor allem auf die Talgebiete. Nach 1945 stieg die Einwohnerzahl bis etwa 1970 an, seitdem hält sie sich fast gleich.
Die Einwohner der Gemeinde werden Vefsning oder auch Vefsnværing genannt. Vefsn hat wie viele andere Kommunen der Provinz Nordland weder Nynorsk noch Bokmål als offizielle Sprachform, sondern ist in dieser Frage neutral.
| Jahr          | 1986   | 1990   | 1995   | 2000   | 2005   | 2010   | 2015   | 2020   | 2025   |
| ------------- | ------ | ------ | ------ | ------ | ------ | ------ | ------ | ------ | ------ |
| Einwohnerzahl | 13.189 | 13.286 | 13.599 | 13.553 | 13.486 | 13.388 | 13.352 | 13.278 | 13.475 |

## Geschichte
Die Kommune Vefsn wurde nach der Einführung der kommunalen Selbstverwaltung im Jahr 1837 gegründet, zum Zeitpunkt der Gründung umfasste sie einen weit größeren Bereich und reichte bis an die Grenze nach der damaligen Provinz Nord-Trøndelag. Im Jahr 1862 wurde Hattfjelldal abgetrennt, Mosjøen wurde im Jahr 1874 eigenständig. Die Gegenden Drevja und Grane wurden 1927 selbstständige Gemeinden. Im Jahr 1962 wurden einige dieser Kommunen wieder zurück nach Vefsn eingegliedert, so dass Vefsn von da ab aus den ehemaligen Gemeinden Drevja, Elsfjord und Mosjøen bestand. Eine weiter Änderung geschah 1995, als der Festlandanteil von Alstahaug an Vefsn übertragen wurde.
In Mosjøen befindet sich die Dolstad kirke, eine in ihrem Grundriss achteckige Holzkirche aus dem Jahr 1735. Zudem liegt dort das Vefsn Museum, ein Freilichtmuseum, dass sich aus alten Gebäuden und Gegenständen der Gegend zusammensetzt. Es stellt eine Abteilung des Helgeland-Museums dar.

## Wirtschaft

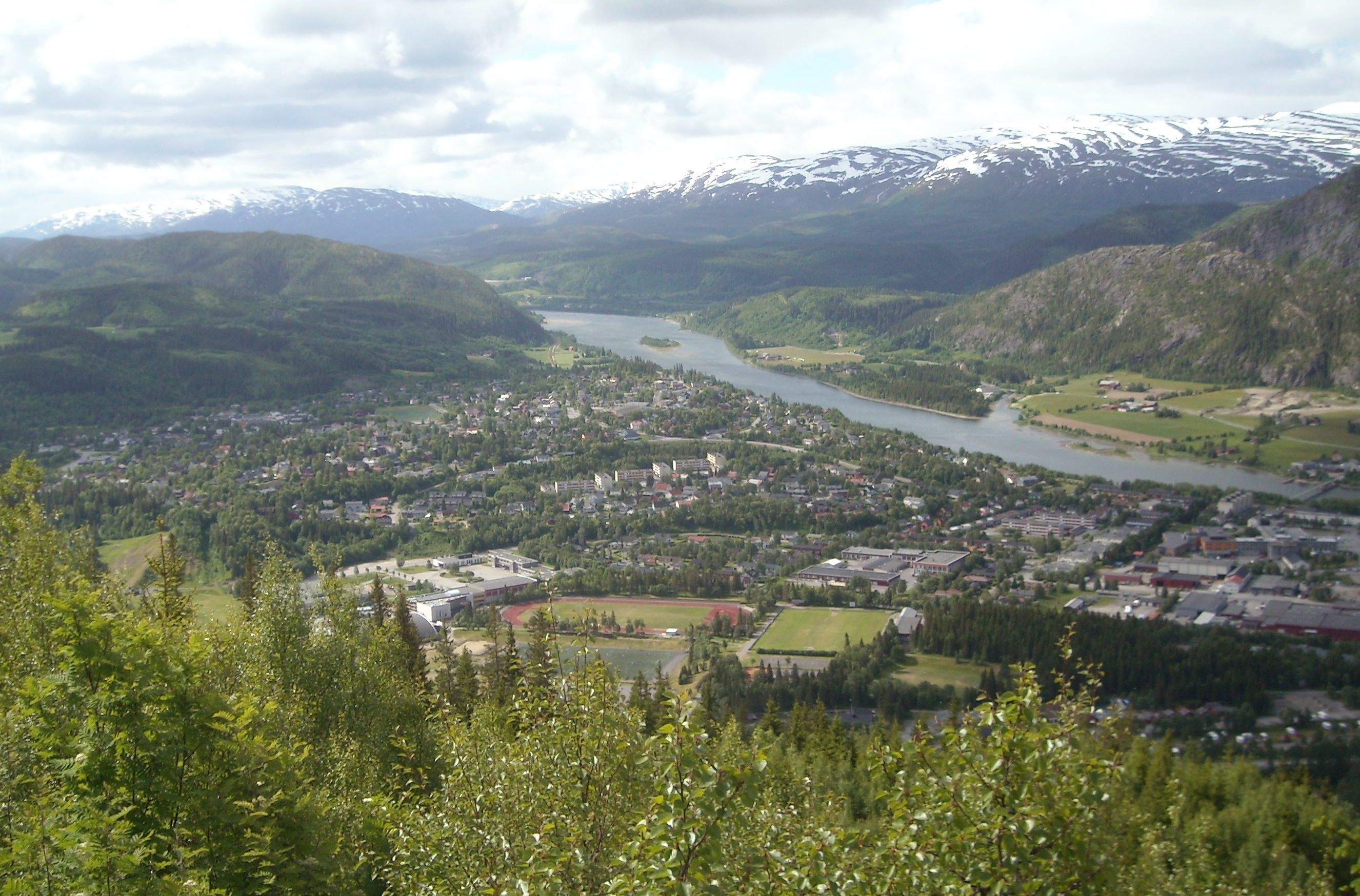
Blick auf Mosjøen

Die landwirtschaftlichen Betriebe sind vor allem in den Bereichen der Rinder- und Schafhaltung tätig, zudem ist auch die Forstwirtschaft für die lokale Wirtschaft relevant. Die Fischerei war traditionell von Bedeutung, sie spielt aber heute keine Rolle mehr. Ab 1945 entwickelte sich Mosjøen zu einem Industriestandort, unter anderem durch den Betrieb zweier Aluminiumwerke, die später vom US-amerikanischen Konzern Alcoa übernommen wurden. In Mosjøen wird außerdem die Zeitung Helgelendingen herausgegeben. Im Jahr 2019 arbeiteten von 6596 Menschen 5897 in Vefsn selbst, nur ein geringer Anteil war in anderen Kommunen angestellt.
Etwas südlich von Mosjøen befindet sich der Flughafen Mosjøen, Kjærstad (Mosjøen lufthavn, Kjærstad). Dieser wird für Flüge der Widerøe’s Flyveselskap genutzt.

## Wappen und Name
Das seit 1974 offizielle Wappen zeigt in Schwarz einen silbernen Hahn. Der Hahn war zuvor das Stadtwappen von Mosjøen und wurde nach der Zusammenlegung für das Wappen von Vefsn übernommen.
Vefsn wurde im Jahr 1954 als Veffsne erwähnt. Der Name leitet sich vom Flussnamen Vefsna ab, die Herkunft der Bezeichnung ist nicht gesichert.

## Persönlichkeiten
- Thorolf Holmboe (1866–1935), Landschaftsmaler, Marinemaler und Kunstgewerbler
- David Monrad Johansen (1888–1974), Komponist und Musikkritiker
- Hanne Dyveke Søttar (* 1965), Politikerin
- Hallvard Holmen (* 1966), Schauspieler
- Finn Guttormsen (* 1968), Jazz-Bassist
- Silje Vesterbekkmo (* 1983), Fußballtorhüterin
- Anette Sagen (* 1985), Skispringerin
- Eirin Maria Kvandal (* 2001), Skispringerin